# Andrew Wiggin
Pour les articles homonymes, voir Ender et Wiggin.
Andrew « Ender » Wiggin est un personnage de fiction du Cycle d'Ender d’Orson Scott Card.

## Biographie

### Enfance
Andrew Wiggin est le troisième enfant de Thérésa et John Paul Wiggin. Sa naissance a été autorisée par le gouvernement en dérogation à la loi limitant à deux le nombre d’enfants par foyer. Raillé par ses camarades d’école pour être un « troisième », Andrew est en plus confronté chez lui au comportement sadique de son frère Peter, et ne trouve refuge que dans la relation profonde qu’il entretient avec sa sœur Valentine, sa protectrice et unique amie. Repéré par les autorités pour sa très grande intelligence, il est rapidement admis à l’École de Guerre, une station orbitale où sont formés au commandement militaire tous les autres enfants surdoués repérés partout dans le monde. Un tel recrutement intervient parce que l’humanité est en guerre contre une espèce extraterrestre, les Doryphores, qui ont par deux fois attaqué et presque conquis la Terre, qui doit trouver des génies militaires pour commander ses forces.

### La Guerre des Doryphores
Andrew est le plus jeune et le plus petit des enfants de l’École de Guerre, ce qui lui vaut d’être aussitôt mis à l’écart ; il se retrouve encore plus isolé lorsque l’enseignant annonce à ses camarades qu’il est clairement plus intelligent qu’eux. Les militaires sont certains qu’il est celui qui commandera un jour aux forces armées de la Terre, et le manipulent régulièrement pour s’assurer qu’il possède non seulement les compétences nécessaires mais aussi le caractère indispensable pour commander. Andrew est ainsi conditionné depuis sa petite enfance pour être totalement indépendant et ne jamais compter que sur lui-même.
À l’École de Guerre, l’enfant qui se fait appeler « Ender » est soumis à une forte angoisse tant émotionnelle que physique, et parfois même au danger physique, l’administration ayant pour ordre de ne jamais intervenir pour l’empêcher d’apprendre à se reposer sur quelqu’un d’autre que lui-même. Ender traverse rapidement le parcours académique de l’école, maîtrisant du premier coup tous les sujets théoriques qui lui sont inculqués, et s’intéresse essentiellement au « jeu » : une simulation de combat entre groupes d’enfants appelés « armées » se déroulant dans la salle de bataille, un environnement en gravité zéro, où les enfants s’exercent au combat et au commandement. Ender se révèle d’abord un excellent soldat, puis un excellent stratège et commandant, possédant un grand talent pour diriger ses troupes et les amener à la victoire.
On lui assigne une armée en apparence médiocre, composée uniquement de « bleus » et de rebuts des autres armées, afin de l’opposer à d’autres commandants. Ignorant que cette armée a été secrètement composée spécialement pour lui par Bean, Ender fait une nouvelle fois preuve de ses talents en gagnant toutes les batailles qu’on lui impose, y compris les plus déloyales, et obtient finalement son diplôme. Son départ de l’École de Guerre est toutefois difficile : Ender a dû se battre à mains nues contre un commandant jaloux de ses capacités, Bonzo Madrid, la lutte s’achevant par la mort de ce dernier. Ender ignore qu’il a tué le garçon, mais semble le savoir inconsciemment, et il perd pied, confiant le commandement de son armée à Bean lors de la dernière bataille en signe de refus de continuer à participer au jeu.
Après avoir obtenu son diplôme plusieurs années avant l’âge moyen, il est transféré directement à l’École de Commandement. Il y apprend le commandement de flottes interstellaires en combat au moyen de simulateurs holographiques, l'armée adverse du simulateur étant sous le commandement d'un héros de guerre, l'amiral Mazer Rakham. Une fois cette facette maîtrisée, le jeu change, Ender devant maintenant délivrer ses ordres à des subalternes au lieu de commander directement aux vaisseaux ; ces subalternes ne sont autres que ses amis de l’École de Guerre, ses chefs de section de l’Armée du Dragon et d'autres commandants d’Armées : Bean, Alaï, Shen, Petra Arkanian, Dink Meeker, Crazy Tom, Hot Soup, Fly Molo, Vlad, Dumper et Carn Carby. Aux commandes de ce « djish », il gagne chaque simulation de combat malgré la pression qui augmente chaque jour.
Le test final consiste en un affrontement à proximité d’une planète autour de laquelle est rassemblée une gigantesque flotte ennemie. Ender réalise rapidement l’inutilité du test, la moindre tentative d’attaque ne pouvant avoir pour résultat que la perte totale de sa flotte. Résolu à violer les règles lui-aussi, il engage tous ses vaisseaux dans une mission suicide pour lâcher une arme destructrice à la surface de la planète, convaincu que cela forcera les enseignants à réaliser qu’il n’est pas celui qu’ils attendent pour mener les troupes à la victoire. Ce n’est qu’une fois la victoire obtenue qu’il est informé de la réalité : les combats n’étaient pas des simulations dirigées par l’ordinateur ou Mazer Rackham, mais des combats réels, contre un ennemi réel. La bataille finale qu’il venait de gagner s’était soldée par la destruction du monde natal des Doryphores et l’annihilation de toute l’espèce. Élevé au rang de héros de l’humanité, Ender est profondément bouleversé par ce qu’il vient d’accomplir, tant par le « xénocide » qu’il a commis que par le fait qu’il se soit laissé manipuler par les militaires.
Une fois finis les troubles sur Terre, Valentine l’informe qu’il ne sera jamais autorisé à regagner la planète, afin d’éviter que les deux camps qui ont émergé de la Guerre de la Ligue ne puisse se battre pour obtenir sa garde. La Proposition de Locke, rédigée par Valentine et Peter Wiggin, ses propres frère et sœur, consiste à rapatrier sur Terre tous les enfants soldats, sauf Ender. C’est en compagnie de sa sœur qu’Ender entreprend le voyage vers une des nouvelles colonies terriennes, établie sur l’un des anciens monde des Doryphores, laissant la Terre aux mains de Peter, devenu une force politique extrêmement influente. Il découvre sur cette nouvelle planète une pupe fécondée d’une Reine Doryphore, cachée dans un endroit conçu spécialement pour elle par les Doryphores. Grâce à de rudimentaires communications télépathiques, le jeune garçon découvre avec horreur ce qu’il soupçonnait avant la fin de la guerre : l’intégralité du conflit découle d’une simple erreur, due à l’incapacité de deux espèces différentes à communiquer. La Reine lui apprend qu’elle regrette terriblement d’avoir combattu les humains, et qu’elle pardonne à Ender de les avoir exterminé. Pris de sympathie, Ender fait la promesse de trouver un nouveau monde où les Doryphores pourront à nouveau se développer sans être annihilés par les humains.
Pour préparer la renaissance de cette espèce, Ender entreprend l’écriture d’un livre, La Reine, qui raconte l’histoire de la guerre vue par les Doryphores. Pour cela Ender utilise le pseudonyme de « porte-parole des morts ». Quand Peter Wiggin, désormais Hégémon de la Terre, le contacte après avoir découvert qu’il en était l’auteur, Ender rédige un second livre que la culture populaire vient ajouter au premier pour former La Reine et l’Hégémon, livre racontant la guerre telle que vécue du côté de chaque opposant et qui devient rapidement le texte fondateur d’une quasi-religion qui se répand à travers les colonies.
Ender et Valentine prennent place à bord d’un nouveau vaisseau, et se mettent en quête d’une nouvelle planète où y établir la Reine pour qu’elle fonde son propre nouveau monde.